# Scoglio delle Monache
Lo scoglio delle Monache, Colludarz o Coludas (in croato Koludarc) è una piccola isola disabitata della Croazia, che fa parte dell'arcipelago delle isole Quarnerine ed è situata a sud-est della punta meridionale della penisola d'Istria.
Amministrativamente appartiene alla città di Lussinpiccolo, nella regione litoraneo-montana.

## Geografia
Situato nella parte meridionale del Quarnaro, a soli 80 m dalla punta Torunza o Tornuza (rt Torunza) sull'isola di Lussino, lo scoglio delle Monache si trova 46,2 km a sudest dell'Istria, all'imboccatura del porto di Lussinpiccolo (luka Mali Lošjni). È separato dall'isola di Lussino a sud-est dallo stretto Bocca Falsa (prolaz Most), mentre a nord-ovest dallo stretto Bocca Vera.
Lo scoglio ha una forma a L ribaltata (con il lato più corto che punta verso sudovest), si sviluppa in direzione nordovest-sudest per 1,275 km e raggiunge una larghezza massima di 1,1 km; la sua superficie è di 0,784 km². Le coste si sviluppano per 4,89 km.
Nella parte centro-orientale, raggiunge la sua elevazione massima di 50,3 m s.l.m. (Monah). L'estremità settentrionale si chiama punta Croce (rt Križa), dove si trova un faro per l'ingresso sicuro nel porto di Lussinpiccolo; l'estremità occidentale è invece capo Kraljevac (rt Kraljevac). Lungo le coste si trovano alcune piccole insenature come baia Englez (uvala Englez), che forma l'angolo della L, e baia Kraljevac (uvala Kraljevac) che si apre verso sud.

## Isole adiacenti
- Mortar (in croato Murtar) è un piccolo isolotto posto 125 m[15] a ovest dello scoglio delle Monache.
- Scoglio Zabodaschi (in croato Zabodaski) è un piccolo scoglio rotondo, posto 1,825 km[16] a ovest dello scoglio delle Monache, che misura 280 m[17] di diametro.